# Championnat des Bermudes de football 2018-2019
Navigation
Saison précédente Saison suivante
La saison 2018-2019 du Championnat des Bermudes de football est la cinquante-sixième édition de la Premier Division, le championnat de première division aux Bermudes. Les dix formations de l'élite sont réunies au sein d'une poule unique où elles s'affrontent deux fois au cours de la saison. À l'issue du championnat, les deux derniers du classement sont relégués et remplacés par les deux meilleurs clubs de First Division.
C'est le PHC Zebras, tenant du titre, qui remporte à nouveau la compétition cette saison, avec quatre points d'avance sur Robin Hood FC et huit sur Dandy Town Hornets. C'est le onzième titre de champion des Bermudes de l'histoire du club, qui devient la formation la plus titrée du championnat.

## Les clubs participants
- Boulevard Blazers
- Dandy Town Hornets
- Devonshire Cougars
- North Village Rams
- PHC Zebras
- Robin Hood FC – Tenant du titre
- Somerset Trojans
- X-Roads Warriors
- BAA Wanderers – Promu de First Division
- Paget Lions – Promu de First Division

## Compétition
Le barème de points servant à établir le classement se décompose ainsi :
- Victoire : 3 points
- Match nul : 1 point
- Défaite : 0 point

### Classement
| Rang | Équipe             | Pts | J  | G  | N | P  | Bp | Bc | Diff |
| ---- | ------------------ | --- | -- | -- | - | -- | -- | -- | ---- |
| 1    | PHC ZebrasT        | 43  | 18 | 14 | 1 | 3  | 43 | 14 | +29  |
| 2    | Robin Hood FCC     | 39  | 18 | 11 | 6 | 1  | 55 | 22 | +33  |
| 3    | Dandy Town Hornets | 35  | 18 | 11 | 2 | 5  | 48 | 34 | +14  |
| 4    | Devonshire Cougars | 26  | 18 | 7  | 5 | 6  | 31 | 28 | +3   |
| 5    | X-Roads Warriors   | 25  | 18 | 7  | 4 | 7  | 47 | 37 | +10  |
| 6    | BAA WanderersP     | 23  | 18 | 7  | 2 | 9  | 39 | 55 | -16  |
| 7    | Boulevard Blazers  | 21  | 18 | 6  | 3 | 9  | 36 | 53 | -17  |
| 8    | North Village Rams | 18  | 18 | 5  | 3 | 10 | 27 | 35 | -8   |
| 9    | Somerset Trojans   | 11  | 18 | 2  | 5 | 11 | 27 | 47 | -20  |
| 10   | Paget Lions FCP    | 11  | 18 | 2  | 5 | 11 | 22 | 50 | -28  |

|  | Champion des Bermudes 2018-2019                                                        |
|  | Relégation en First Division                                                           |
|  | Retrait du championnat en fin de saison                                                |
|  | T : Tenant du titre C : Vainqueur de la Coupe des Bermudes P : Promu de First Division |

## Bilan de la saison
| Championnat des Bermudes de football 2018-2019 |                        |
| Champion                                       | PHC Zebras (11e titre) |
| Coupes et trophées                             |                        |
| Vainqueur de la Coupe des Bermudes 2018-2019   | Robin Hood FC          |
| Qualifications continentales                   |                        |
| Caribbean Club Shield 2020                     | Aucun                  |
| Promotions et relégations                      |                        |
| Promus en Premier Division                     | Southampton Rangers FC |
| Promus en Premier Division                     | Somerset Eagles FC     |
| Relégués en First Division                     | BAA Wanderers          |
| Relégués en First Division                     | Paget Lions            |